# USS Grenadier (SS-210)
USS Grenadier (SS-210) – amerykański okręt podwodny typu Tambor z czasów drugiej wojny światowej. W wyniku uszkodzeń układu napędowego spowodowanych japońskim atakiem lotniczym, 22 kwietnia 1943 roku zatopiony przez własną załogę w pobliżu Cieśniny Malakka. Załoga została wzięta do niewoli, po czym dowódca został poddany torturom w celu wymuszenia ujawnienia tajemnic wojskowych. Zatopił „Taiyo Maru” o pojemności 14 457 BRT.